# 泰顺县
泰顺县在中国浙江省南部，是温州市下辖的一個县，枕山近海，東鄰蒼南縣，東南界福鼎市，南界柘榮縣，西南、西側分別與福安市、壽寧縣接壤，西北靠景寧畲族自治縣，東北毗文成縣。縣人民政府駐羅陽鎮。区域总面积为1,768.02平方公里。

## 历史
浙南闽北山区一带开发较晚，许多地区长期属于深山老林。明朝初期，外地移民开始迁入，从事采矿活动。尽管朝廷多次禁止，但矿工仍然聚而不散，后来更发动叛乱。明朝将领孫原貞镇压叛乱后，明廷于景泰三年（1452年）在浙闽交接一带设置泰顺、云和、景宁、宣平、永安等县，六年又设寿宁县，以加强对山区的统治。其中，泰顺县由瑞安县义翔乡和平阳县归仁乡析置而来，以景宁与寿宁间的交通重镇、矿工武装最后固守的据点罗阳镇为县治，隶属温州府。

## 地理
泰顺县位于温州市西南部，为浙南闽东山区，与文成县、苍南县相邻，北边是丽水市景宁畲族自治县，西、南面分别与福建省的寿宁县、福安市、柘荣县、福鼎市交界。
面积1762平方千米，境内山脉属南雁荡和洞宫山脉，地势由西北向东南倾斜，其境内西北的白云尖，海拔1611.3米，为温州市最高峰，是浙江省八大水系飞云江的发源地。泰顺县城平均海拔超过500米，为浙江省海拔最高的县城。海拔森林覆盖率达75％，为国家级生态示范县。在中国环境监测总站编制完成的2005年度《全国生态环境状况评价报告》中，浙江列全国第一，而在浙江69个评价单元中，泰顺的得分最高。
- 承天氡泉：含有氡等多种弱放射性微元素的火山温泉，可以浴疗。
  - 目前，泰顺的氡泉为中国国家级浴用医疗矿泉水。
  - 承天氡泉所在地为浙江省省级自然保护区，也是九峰-氡泉省级风景名胜区组成部分。
- 乌岩岭：1994年经中国国务院批准晋升为中国国家级自然保护区，为中国唯一黄腹角雉保护地。
- 飞云湖：又名珊溪水库，浙南最大水库，为温州市最主要饮用水源地。

## 经济
泰顺县经济相对落后，为浙江省最欠发达地区之一，人均国内生产值与人均财政收入均位于全省后列。

## 行政区划
泰顺县下辖12个镇、6个乡、1个民族乡：
罗阳镇、司前畲族镇、百丈镇、筱村镇、泗溪镇、彭溪镇、雅阳镇、仕阳镇、三魁镇、南浦溪镇、龟湖镇、西旸镇、竹里畲族乡、包垟乡、凤垟乡、东溪乡、柳峰乡、雪溪乡、大安乡和浙江乌岩岭国家级自然保护区。

## 人口
泰順縣，是浙江省少数民族重点县。人口36.92万（2015年统计）。
根據第七次全国人口普查數據，截至2020年11月1日零時，泰順縣常住人口為265973人。
2022年2月，温州市统计局发布了2021年温州市人口主要数据公报。其中泰顺县2021年末常住人口为26.64万人，城镇化率为45.8%。

## 交通
- 235国道过境。

## 文化
- 泰顺廊桥：泰顺被誉为“中国廊桥之乡”，目前共发现33座古廊桥。
  - 2000年以来又新造4座廊桥，分别为南溪新桥、同乐桥、乌岩岭廊桥、埠下廊桥。董直机和曾家快是当地有名的造桥工匠，他们也常被邀请到泰顺县以外的地方造桥，包括2006年曾家快在衢州建造的黄土岭廊桥，2008年董直机在温州三垟湿地建造的琼华廊桥。
  - 2006年，泰顺廊桥（共15个单体）成为中国全国重点文物保护单位，另有4座廊桥为省级文物保护单位。
  - 2008年，泰顺木拱桥传统营造技艺列入中国国家级非物质文化遗产名录。
  - 2009年9月30日，由浙江省泰顺县、庆元县和福建省屏南县、寿宁县、周宁县联合申报的“中国木拱桥传统营造技艺”被列入联合国教科文组织《急需保护的非物质文化遗产名录》，代表性传承人有泰顺县的董直机师傅。

- 仕水矴步：泰顺境内矴步众多，其中仕水矴步最为闻名，位于仕阳镇，为国家级文物保护单位。

- 泰顺药发木偶戏：又称“琼花木偶”，2006年列入中国国家级非物质文化遗产名录，代表性传承人为周尔禄。药发木偶在泰顺已有几百年的历史，它通过火药带动木偶来表演，是所有木偶表演艺术中最特殊的一种，同时，泰顺药发木偶戏也是中国国家级非物质文化遗产名录中唯一的火药类保护项目。

- 县歌：《采茶舞曲》（2005年确立）这首源自浙南茶叶之乡泰顺东溪乡的歌曲，在上世纪五六十年代就流行于大江南北，为周大风先生所作，更得到了周恩来总理的亲切关怀，亲自修改《采茶舞曲》歌词，在艺术界传为佳话。因其浓郁的江南特色，1983年被联合国教科文组织定为“亚太地区风格的优秀音乐教材”。

- 泰顺百家宴：始于北宋时期，至今已有970多年历史，源起三魁镇张宅村，先人在每年正月十五元宵节这一天同饮团圆酒，以期“聚宗亲，商族事，祈丰收，保平安”。现已发展成为每年一度的民俗旅游盛会，2010年春摆下6000余桌，6万人赴宴，亦被载入世界吉尼斯纪录。

## 风景名胜
- 泰顺廊桥文化园（溪东桥、北涧桥）
- 玉岩包氏宗祠
- 乌岩岭国家级自然保护区
- 承天氡泉自然环境保护区
- 薛宅桥